# Байрактар (Байбурт)
40°23′14″ пн. ш. 40°34′36″ сх. д. / 40.387222222222° пн. ш. 40.576666666667° сх. д.
Байрактар — село в Меркезському районі провінції Байбурт (Туреччина). У селі, на пагорбі з видом на долину Корух, з 2010 року розташований художній музей під назвою Музей Бакси.

## Історії
Назва села згадується як Бакси (Baxsı) в записах 1910 року і як Баксі в записах 1928 року. Киргизькою це слово означає «шаман». Вважається, що в далекому минулому село живилося шаманською традицією.

## Географія
Село розташоване за 44 км від міста Байбурт.

## Населення
| Дані про населення села за роками | Дані про населення села за роками |
| --------------------------------- | --------------------------------- |
| 2021 рік                          | 217                               |
| 2020 рік                          | 234                               |
| 2019 рік                          | 300                               |
| 2018 рік                          | 534                               |
| 2017 рік                          | 262                               |
| 2016 рік                          | 255                               |
| 2015 рік                          | 270                               |
| 2014 рік                          | 303                               |
| 2013 рік                          | 295                               |
| 2012 рік                          | 315                               |
| 2011 рік                          | 336                               |
| 2010 рік                          | 348                               |
| 2009 рік                          | 363                               |
| 2008 рік                          | 387                               |
| 2007 рік                          | 390                               |
| 2000 рік                          | 387                               |
| 1990 рік                          | 856                               |